# Stanislas Wawrinka
Stan Wawrinka (Lausanne, 1985. március 28. –) svájci hivatásos teniszező. Felmenői között lengyelek, csehek és németek is találhatóak. Első nagyobb sikerét a 2008-as Rome Masters-en érte el, ahol zsinórban legyőzte Marat Szafint, Andy Murray-t, Juan Carlos Ferrerót, James Blake-et, és Andy Roddickot - közülük három korábbi világelső, ketten Top 10-es játékosok -, amivel a döntőig menetelt, ahol három szettben alulmaradt Novak Đokovićcsal szemben. Ez a menetelés a világranglista 10. helyére repítette, amivel először fordult elő, hogy a legjobb tíz férfi teniszező között két svájci is van.
A pekingi olimpián Roger Federer társaként aranyérmet nyert párosban.
Legnagyobb erőssége egykezes fonákütése.
Karrierje során 3 Grand Slam tornát nyert meg: 2014-ben az Australian Openen, 2015-ben a Roland Garroson, 2016-ban a US Open-en diadalmaskodott.

## ATP-döntői

### Egyéni
| Összesítés                                                                        | Összesítés |
| --------------------------------------------------------------------------------- | ---------- |
| Grand Slam-torna Australian Open 2014 (1) Roland Garros 2015 (1) US Open 2016 (1) | (3)        |
| ATP World Tour Masters 1000 / ATP Masters Series                                  | (0)        |
| ATP World Tour 500 Series / International Series Gold                             | (1)        |
| ATP World Tour 250 Series / International Series                                  | (2)        |
| ATP World Tour Finals / Tennis Masters Cup                                        | (0)        |

#### Győzelmei (1)
|   | Dátum            | Helyszín           | Borítás | Ellenfél a döntőben | Eredmény a döntőben |
| 1 | 2006. július 14. | Umag, Horvátország | Salak   | Novak Đoković       | 6-6 Đoković feladta |

#### Elvesztett döntői (6)
|   | Dátum             | Helyszín               | Borítás    | Ellenfél a döntőben | Eredmény a döntőben |
| 1 | 2005. július 4.   | Gstaad, Svájc          | Salak      | Gastón Gaudio       | 4-6, 4-6            |
| 2 | 2007. július 22.  | Stuttgart, Németország | Salak      | Rafael Nadal        | 4-6, 5-7            |
| 3 | 2007. október 14. | Bécs, Ausztria         | Kemény (f) | Novak Đoković       | 4-6, 0-6            |
| 4 | 2008. január 5.   | Doha, Katar            | Kemény     | Andy Murray         | 4-6, 6-4, 2-6       |
| 5 | 2008. május 12.   | Róma, Olaszország      | Salak      | Novak Đoković       | 6-4, 3-6, 3-6       |
| 2 | 2010. január 10.  | Chennai Open, Chennai  | Kemény     | Marin Čilić         | 6-7(2), 6-7(3)      |

## Grand Slam-tornák

### Egyéni eredményei
| Grand Slam | Australian Open | Australian Open  | Roland Garros | Roland Garros               | Wimbledon   | Wimbledon                      | US Open     | US Open          |
| Év         | Eredmény        | Utolsó ellenfél  | Eredmény      | Utolsó ellenfél             | Eredmény    | Utolsó ellenfél                | Eredmény    | Utolsó ellenfél  |
| 2005       | -               | -                | 3.kör         | Mariano Puerta              | 1.kör       | Fabrice Santoro                | 3.kör       | Nicolas Massu    |
| 2006       | 2.kör           | David Nalbandian | 1.kör         | David Nalbandian            | 3.kör       | Mario Ančić                    | 3.kör       | Tommy Robredo    |
| 2007       | 3.kör           | Rafael Nadal     | 2.kör         | Ivan Ljubičić               | 1.kör       | Michael Llodra                 | 4.kör       | David Ferrer     |
| 2008       | 2.kör           | Marc Gicquel     | 3.kör         | Fernando González Ciuffardi | 4.kör       | Marat Safin                    | 4.kör       | Andy Murray      |
| 2009       | 3.kör           | Tomáš Berdych    | 3.kör         | Nyikolaj Davigyenko         | 4.kör       | Andy Murray                    | 1.kör       | Nicolás Lapentti |
| 2010       | 3.kör           | Marin Čilić      | 4.kör         | Roger Federer               | 1.kör       | Denis Istomin                  | Negyeddöntő | Mihail Juzsnij   |
| 2011       | Negyeddöntő     | Roger Federer    | 4.kör         | Roger Federer               | 2.kör       | Simone Bolelli                 | 2.kör       | Donald Young     |
| 2012       | 3.kör           | Nicolás Almagro  | 4.kör         | Jo-Wilfried Tsonga          | 1.kör       | Jürgen Melzer                  | 4.kör       | Novak Đoković    |
| 2013       | 4.kör           | Novak Đoković    | Negyeddöntő   | Rafael Nadal                | 1.kör       | Lleyton Hewitt                 | Elődöntő    | Novak Đoković    |
| 2014       | Győzelem        | Rafael Nadal     | 1.kör         | Guillermo García López      | Negyeddöntő | Roger Federer                  | Negyeddöntő | Nishikori Kei    |
| 2015       | Elődöntő        | Novak Đoković    | Győzelem      | Novak Đoković               | Negyeddöntő | Richard Gasquet                | Elődöntő    | Roger Federer    |
| 2016       | 4.kör           | Milos Raonic     | Elődöntő      | Andy Murray                 | 2.kör       | Juan Martín del Potro          | Győzelem    | Novak Đoković    |
| 2017       | Elődöntő        | Roger Federer    | Döntő         | Rafael Nadal                | 1.kör       | Danyiil Szergejevics Medvegyev | -           | -                |
| 2018       | 2.kör           | Tennys Sandgren  | 1.kör         | Guillermo García López      | 2.kör       | Thomas Fabbiano                | 3. kör      | Milos Raonic     |
| 2019       | 2.kör           | Milos Raonic     | Negyeddöntő   | Roger Federer               |             |                                |             |                  |

### Páros eredményei
| Grand Slam | Australian Open         | Australian Open                | Roland Garros      | Roland Garros                  | Wimbledon               | Wimbledon                    | US Open                 | US Open                          |
| Év         | Eredmény Partner        | Utolsó ellenfél                | Eredmény Partner   | Utolsó ellenfél                | Eredmény Partner        | Utolsó ellenfél              | Eredmény Partner        | Utolsó ellenfél                  |
| 2005       | –                       | –                              | –                  | –                              | –                       | –                            | 1.kör Christophe Rochus | Igor Andreev Nyikolaj Davigyenko |
| 2006       | 3.kör Christophe Rochus | Ashley Fisher Justin Gimelstob | 3.kör Yves Allegro | Mahesh Bhupathi Xavier Malisse | 1.kör Christophe Rochus | Joshua Goodall Ross Hutchins | –                       | –                                |
| 2007       | –                       | –                              | 1.kör Gilles Simon | Arnaud Clement Michael Llorda  | 1.kör Márkosz Pagdatísz | Arner Delic Bobby Reynolds   | –                       | –                                |

## Olimpiai eredményei

### Páros győzelmei (1)
| Helyezés | Dátum               | Torna                    | Borítás | Partner       | Ellenfél                       | Eredmény              |
| 1.       | 2008. augusztus 16. | Olimpiai játékok, Peking | Kemény  | Roger Federer | Simon Aspelin Thomas Johansson | 6–3, 6–4, 6–7(4), 6–3 |

## Év végi világranglista-helyezései
| Év       | 2001 | 2002 | 2003 | 2004 | 2005 | 2006 | 2007 | 2008 | 2009 | 2010 | 2011 | 2012 | 2013 | 2014 | 2015 | 2016 | 2017 | 2018 | 2019 |
| Helyezés | 1044 | 690  | 169  | 162  | 55   | 30   | 36   | 13   | 21   | 21   | 17   | 17   | 8    | 4    | 4    | 4    | 9    | 66   |      |